# Drăgan Comănescu
Drăgan Comănescu a fost un handbalist român care a jucat pentru echipa națională a României. Comănescu a fost component al selecționatei în 11 jucători a României care s-a clasat pe locul al șaselea la Olimpiada din 1936, găzduită de Germania. El nu a jucat în niciunul din cele trei meciuri disputate de România.
În 1938, Drăgan Comănescu s-a aflat în lotul selecționatei în 11 jucători a României care s-a clasat pe locul 5 la Campionatul Mondial de Handbal de câmp din Germania.
La nivel de club, Drăgan Comănescu a fost component al echipei Viforul Dacia București.